# Cello (webbrowser)
Cello was een van de eerste webbrowsers voor Windows. Bij de eerste uitgave in 1993 was het nog gebruikelijk om zelf TCP/IP-software te moeten toevoegen aan Windows 3.1, opdat het internet bruikbaar zou zijn. Er was ook een versie voor OS/2 beschikbaar. Zowel de Windows-versie als de OS/2-versie waren shareware, beide geschreven in C++. Cello kan werken op een computer met 2 MB werkgeheugen. De laatste versie is 1.01a en verscheen op 16 april 1994.

## Functies
- Ondersteuning voor de bestandsformaten GIF, XBM, PCX en BMP
- Webpagina's opslaan en afdrukken
- Lokale bestanden bewerken via een externe editor
- Ondersteuning voor de HTML-functie "mailto:"
- De HTML+ ISO-LATIN-karakterset werd volledig ondersteund, inclusief symbolen en vreemde karakters
- Eenvoudige gebruikersomgeving
- Bladwijzers
- Lokaal surfen